# 楊江夏
楊江夏（英語：Sip Gordon Yang Kong-Ha，1987年—），前香港男演員，曾是2006年香港先生瀟灑組亞軍，其後簽約無線電視，至2009年息影退出娛樂圈，目前已轉投香港高級政府部門主管官員以及公務員工作之後，現時為入境事務處風險組評估經理。

## 電視劇（無綫電視）
- 2007年：學警出更 飾 Naiter（第24集）
- 2007年：鐵咀銀牙 飾 黃公子
- 2008年：同事三分親 飾 記者
- 2009年：幕後大老爺 飾 山西兵（第10集）

## 曾參與節目
- 2006年：萬千星輝賀台慶